# Via Alpina

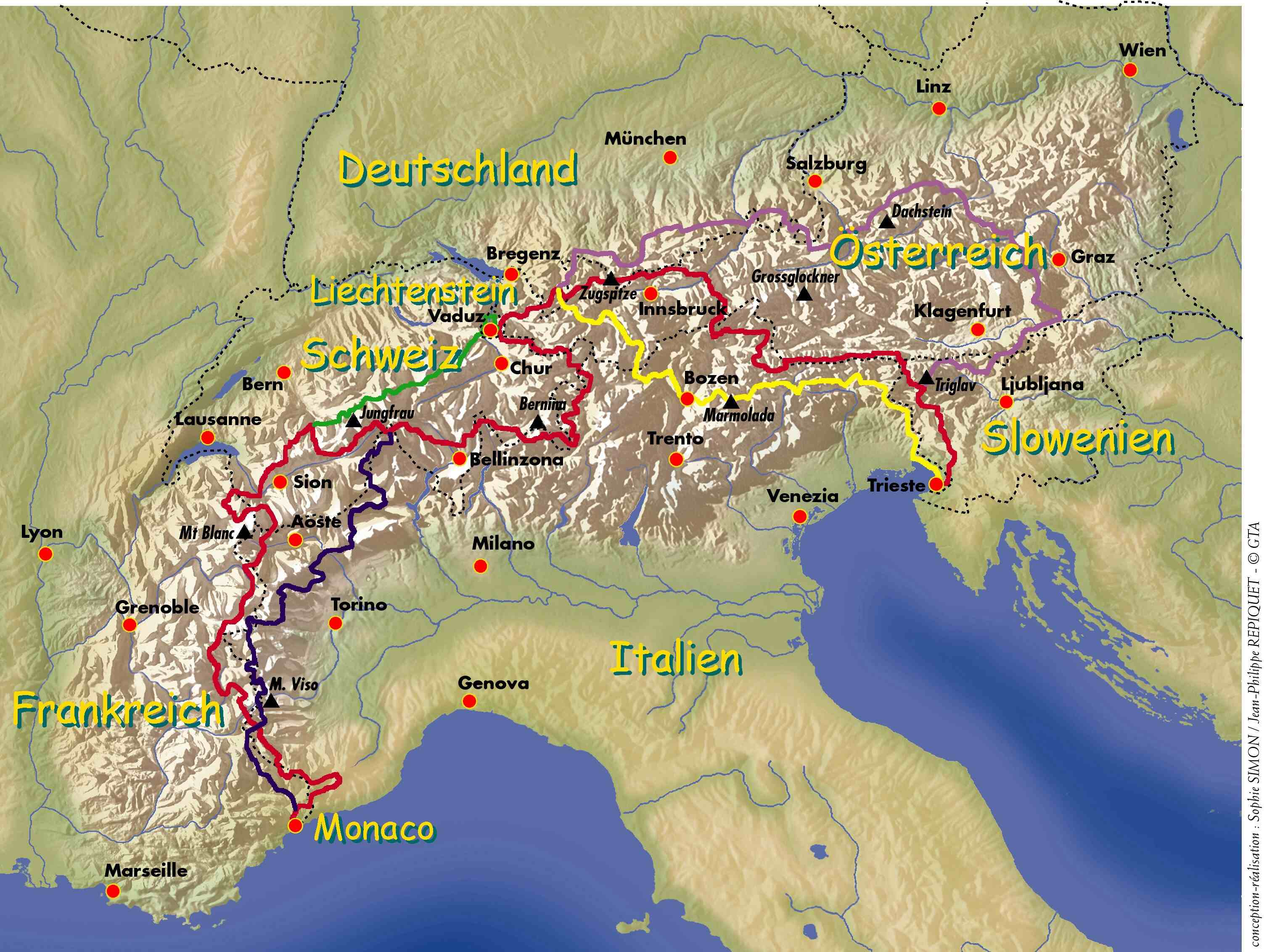
Hartă a traseelor Via Alpina

Via Alpina este o rețea de poteci de drumeție alpină care leagă Trieste de Monaco, și care propune cinci itinerarii pe un ansamblu de opt țări alpine: Slovenia, Italia, Austria, Germania, Liechtenstein, Elveția, Franța și Monaco.

## Organizare
Via Alpina a fost inițiată de GTA în 1999 și creată  oficial în 2000, în colaborare cu diverse organizații publice și private din opt țări. Între 2001 și 2008, proiectul a primit subvenții de la Uniunea Europeană în cadrul fondului pentru dezvoltare regională (până la 50% – Slovenia: 75% din 2004 – din costurile suportate de statele membre UE). După 2005, Via Alpina este, de asemenea, un proiect oficial al Convenției Alpine, deoarece contribuie la promovarea dezvoltării durabile în zona alpină. Multe oferte speciale, precum tururi organizate, cu transport, cazare, evenimente culturale și istorice precum și oferte pentru copii și vârstnici animă traseul și contribuie la cunoașterea regiunii.
Secretariatul internațional al proiectului a fost asigurat chiar de GTA până la sfârșitul anului 2013, iar de atunci de Comisia Internațională pentru Protecția Alpilor (CIPRA). La nivel local, în fiecare stat este numit un secretar național. GTA încă îndeplinește această funcție pentru Franța. Pentru Elveția, secretar național este Suisse Rando, iar în Monaco, secretar național este Clubul Alpin Monegasc.

## Parcursuri

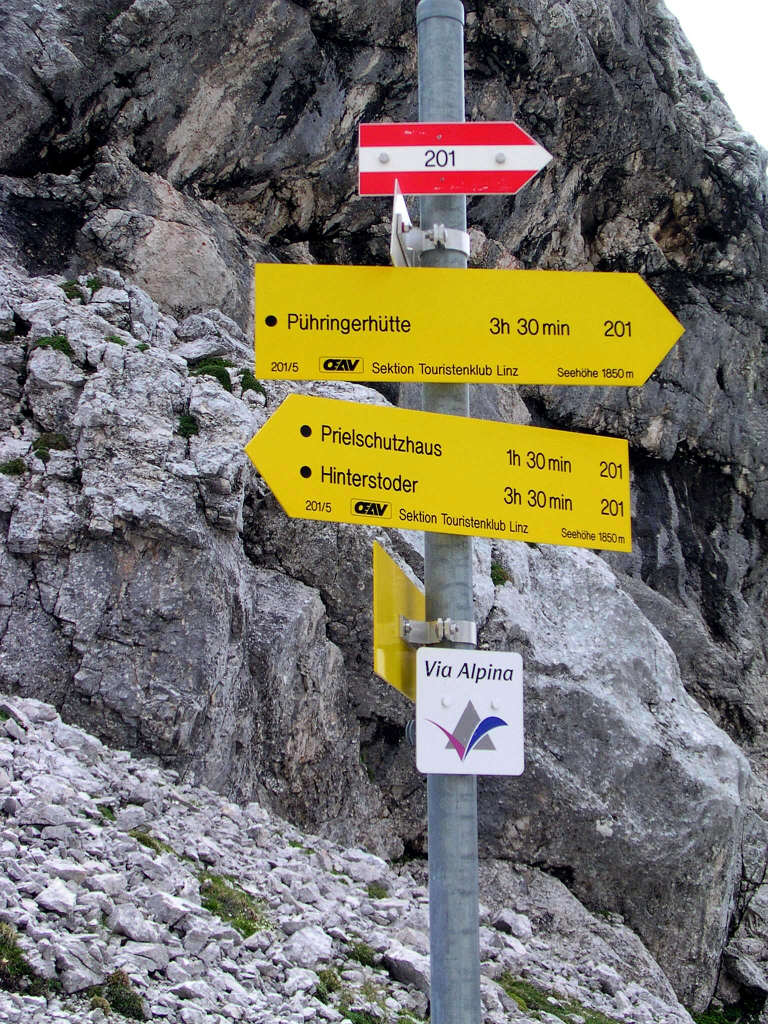
Panou indicator, care jalonează Via Alpina, adăugat la vechea semnalizare

Pentru Via Alpina, nu au fost construite niciun traseu și nicio nouă infrastructură. S-a recurs la rețeaua traseelor și refugiilor turistice deja existente. Logoul Via Alpina a fost adăugat la vechea semnalizare. 340 de locuri de popas sunt echipate cu panouri de informații multilingve.
Cele cinci parcursuri totalizează mai mult de 5.000 km de poteci și 342 de etape zilnice:
- Italia: 121 de etape
- Austria: 70 de etape
- Elveția: 54 de etape
- Franța: 40 de etape
- Germania: 30 de etape
- Slovenia: 22 de etape
- Liechtenstein: 3 etape
- Monaco: 1 etapă

### Itinerarul roșu
Itinerarul roșu este, cu cele 161 de etape zilnice ale sale, itinerarul central al Via Alpina și singurul care trece prin fiecare dintre cele opt țări, permițând descoperirea diverselor moduri de viață.

### Itinerarul verde

Simbolul Via Alpina 1 (verde) în Elveția

Itinerarul verde este, cu cele 13 etape ale sale, cel mai scurt, dar unul dintre cele mai variate de pe Via Alpina, prin Berna Superioară. Acest itinerar propune tripticul Eiger - Mönch - Jungfrau. În 17 etape, itinerarul leagă Vaduz, capitala principatului Liechtenstein și Montreux pe malul Lacului Geneva, traversând 14 trecători din Alpii Elvețieni și șase cantoane.

### Itinerarul galben
Itinerarul galben cuprinde 40 de etape și permite descoperirea universului ghețarilor, dar și povestea lui Ötzi, găsit nu departe de cel mai înalt punct de pe Via Alpina, refugiul Similaun (3.019 m).

### Itinerararul albastru
Itinerarul albastru are 61 de etape.

### Itinerarul violet
Itinerarul violet, care cuprinde 66 de etape, propune descoperirea a patru parcuri naționale, dar și a bogatei culturi a Alpilor cu cea mai mare bibliotecă monastică din lume a Abației din Admont sau a castelelor regale bavareze de la Hohenschwangau.
Trece prin masivele următoare: Alpii Iulieni - Alpii Kamnici - Karawanke - Alpii din Lavanttal - Niedere Tauern - Alpes din Ennstal - Masivul Totes - Masivul Salzkammergut - Masivul Dachstein - Masivul Tennen - Alpii din Berchtesgaden - Alpii din Chiemgau - Prealpii Bavarezi - Alpii Ammergau - Alpii Allgäu.

## Izvoare
- Vincent Tornay, Via Alpina, 2.500 kilomètres d'une mer à l'autre, éditions Rossolis, 2009 ISBN: 978-2-940365-32-6